# Eierseif
Der Eierseif ist ein 700 m langer, rechter Zufluss des Radenbachs in der rheinland-pfälzischen Ortsgemeinde Fischbach-Oberraden, Deutschland.

## Geographie
Der Bach entspringt auf einer Höhe von 430 m ü. NHN etwa 900 m westsüdwestlich von Fischbach. Zuerst in nordöstliche Richtungen abfließend wendet sich sein Lauf jedoch mit der Mündung des Eiergrabens mehr und mehr in ostsüdöstliche Richtungen. Auf 333 m ü. NHN mündet der Eierseif rechtsseitig in den Radenbach. Die Mündung liegt etwa 400 m südwestlich von Fischbach. Bei einem Höhenunterschied von 97 m beträgt das mittlere Sohlgefälle 138,6 ‰. Der Eierseif entwässert über Radenbach, Enz, Prüm, Sauer, Mosel und Rhein zur Nordsee. Einziger nennenswerter Zufluss ist der Eiergraben mit einer Länge von 214 m.